# ایملدا چیاپا
ایملدا چیاپا (الگو:Lang-il؛ زادهٔ ۱۰ مهٔ ۱۹۶۶) دوچرخه‌سوار اهل ایتالیا است.